# اندیس بروجرد
اندیس بروجرد و به اختصار بروجرد یک اندیس فلزی است که در حوالی شهر بروجرد در شمال شرقی استان لرستان قرار دارد و مادهٔ معدنی موجود در آن، طلا است. سنگ میزبان این اندیس کربناتهای بلورین و ولکانیکهای بازیک است